# Net Serviços de Comunicação

Historisches Logo

Net Serviços de Comunicação S.A, (Abkürzung:Net) war das größte Kabelfernsehunternehmen aus Brasilien mit Firmensitz in São Paulo. Das Unternehmen war im Finanzindex IBOVESPA gelistet.
Net Serviços de Comunicação hatte 2015 rund 10,2 Millionen Kunden (Stand: August 2008). Das Unternehmen betrieb auch den Internetdienstleister NET Virtua mit 5,1 Millionen Kunden (2012).
Das Unternehmen wurde 1991 durch das Familienunternehmen TV Globo, das der brasilianischen Familie Roberto Marinho gehört, gegründet. Im März 2005 übernahm das Unternehmen Embratel, ein Tochterunternehmen vom mexikanischen Unternehmen Telmex die Kontrollmehrheit an Net Serviços de Comunicação.
2019 wurde der Betrieb von Claro TV übernommen.